# Kumite masculin open
 (novembre 2014).
Si vous disposez d'ouvrages ou d'articles de référence ou si vous connaissez des sites web de qualité traitant du thème abordé ici, merci de compléter l'article en donnant les références utiles à sa vérifiabilité et en les liant à la section « Notes et références ».
Le kumite individuel masculin open est une épreuve sportive individuelle opposant dans un combat des karatékas masculins sans distinction de poids. Ce type d'épreuve est appelé parfois Toutes catégories dans d'autres sports de combat. Cette épreuve est l'épreuve originelle du karaté en compétition puisque lors des premières éditions des Championnats du monde de karaté, seul le kumité open était disputé en catégorie individuelle.

## Champions

### Champions d'Europe
Cette section liste les champions d'Europe de cette catégorie.
- 1990 :  Mike Sailsman
- 2003 :  Afrim Latifi
- 2004 :  Stefano Maniscalco
- 2005 :  Rafael Aghayev
- 2006 :  Stefano Maniscalco
- 2007 :  Rafael Aghayev
- 2008 :  Rafael Aghayev

### Champions du monde
Cette section liste les champions du monde de cette catégorie.
- 1970 :  Kouji Wada
- 1972 :  Luiz Tasuke Watanabe
- 1975 :  Kazusada Murakami
- 1977 :  Otti Roethoff
- 1980 :  Ricciardi
- 1982 :  H. Murase
- 1984 :  Emmanuel Pinda
- 1986 :  Karl Dagfelt
- 1988 :  Gianluca Guazzaroni
- 1990 :  Giovanni Tramontini
- 1992 :  A. Hayashi
- 1994 :  M. Takenochi
- 1996 :  P. Alderson
- 1998 :  Konstantinos Papadopoulos
- 2000 :  Christophe Pinna
- 2002 :  Pedrag Stojadinov
- 2004 :  Rory Daniels
- 2006 :  Stefano Maniscalco
- 2008 :  Rafael Aghayev